# ジャン＝ドミニック・ボービー
ジャン＝ドミニック・ボービー（Jean-Dominique Bauby、1952年 - 1997年3月9日)は、フランスの雑誌編集者。ジャーナリストとして、日刊紙『コンバ』(「闘争」の意)を皮切りに、『コティディアン・ド・パリ』、『ル・マタン・ド・パリ』など数紙を経て、ファッション雑誌『ELLE』の編集長となる。

## 事故
1995年12月8日、突如、脳出血で倒れ、「ロックトイン・シンドローム」と呼ばれる全身の身体的自由を失った状態に陥る。病床で唯一動かすことのできた左目の瞬きだけで、『潜水服は蝶の夢を見る』を執筆。この本がフランスで出版された2日後に亡くなる。本は世界28カ国で翻訳された。

## 著書
- 『潜水服は蝶の夢を見る』講談社　1998年